# Disco Drive
I Disco Drive sono un gruppo musicale italiano, originario di Torino e formatosi nel 2002.

## Storia
Il gruppo si forma a Torino per iniziativa di Alessio Natalizia (chitarra), Andrea Pomini (basso) e Jacopo Borazzo (batteria). Si definiscono "punk-rockin' soul boys" e scrivono in inglese, ispirandosi a Clash e Gang of Four.
Il gruppo inizia subito a calcare i palchi europei (Inghilterra, Svezia, Austria, Germania, Paesi Bassi) insieme a band italiane e non come One Dimensional Man, Giardini di Mirò, ), El Guapo e Perturbazione.
Ad offrirgli un contratto discografico ci pensa l'etichetta bolognese Unhip Records, con cui pubblicano, nell'aprile 2005, l'album d'esordio What's Wrong With You, People?. Il disco, realizzato in sette mesi con l'aiuto di Max Casacci (Subsonica), si caratterizza di un punk rock vibrante e viene apprezzato dalla critica. Tra l'estate e l'autunno dello stesso anno sono di nuovo in tour per l'Europa.
All'inizio del 2006 il bassista Pomini lascia il gruppo, che continua l'attività come duo. Pubblicano l'EP Very (2006) senza interrompere l'estenuante attività live. Al basso subentra nel frattempo Matteo Lavagna. Nel 2007 esce il secondo album. Si tratta di Things To Do Today per la Unhip records, che segna l'approdo alla musica sperimentale. Alla "regia" del disco collabora Steve Revitte (Liars, LCD Soundsystem, Black Dice), a dimostrazione del respiro internazionale del gruppo.
Alessio Natalizia si dedica parallelamente anche al progetto chiamato Banjo or Freakout. Nel 2009 partecipano alla compilation-progetto Afterhours presentano: Il paese è reale (19 artisti per un paese migliore?) con il brano The Giant.

## Formazione

### Formazione attuale
- Alessio Natalizia (voce, chitarra)
- Jacopo Borazzo (batteria)
- Matteo Lavagna (basso)

### Ex componenti
- Andrea Pomini (basso)

## Discografia

### Album
- 2005 - What's Wrong With You, People?
- 2007 - Things to do Today

### EP
- 2006 - Very